# Ludwig Konrad Bethmann
Ludwig Konrad Bethmann, auch Ludwig Conrad Bethmann (* 23. Juni 1812 in Helmstedt; † 5. Dezember 1867 in Wolfenbüttel) war ein deutscher Historiker, Bibliothekar und Hochschullehrer. Er leitete von 1854 bis 1867 die Herzog August Bibliothek in Wolfenbüttel.

## Leben
Ludwig Konrad Bethmann wurde 1812 in Helmstedt geboren. Er besuchte das dortige Gymnasium bis zum Abitur im Jahr 1830. Er studierte anschließend Geschichte, Germanistik und Altertumskunde an der Universität Göttingen. Zu seinen akademischen Lehrern zählten Jacob und Wilhelm Grimm, Karl Otfried Müller und Friedrich Christoph Dahlmann. Bethmann bestand 1833 das Staatsexamen für das höhere Lehramt und war nachfolgend zunächst als Hauslehrer tätig, bevor er 1838 bei Dahlmann in Jena zum Dr. phil. promoviert wurde.

### Mitarbeit an den Monumenta Germaniae Historica, Archivreisen
In den Jahren 1834 und 1837 bis 1854 war Bethmann unter Georg Heinrich Pertz Mitarbeiter der Monumenta Germaniae Historica. Er edierte rund 30 Texte, darunter die Weltchronik des Sigebert von Gembloux (1844) und die Chronik des Klosters Novalesa (1846). Mehrere wissenschaftliche Handschriftenreisen führten ihn nach Holland, Belgien, Frankreich und 1844 nach Italien. Von dort aus besuchte er Griechenland und Ägypten, wo er mit Karl Richard Lepsius zusammentraf, mit dem er zeitlebens befreundet blieb. Bethmann kehrte 1846 nach Deutschland zurück. Er blieb vier Jahre in Berlin und ging 1850 erneut nach Italien, wo er in mehreren Archiven und Bibliotheken arbeitete.

### Leiter der Herzog August Bibliothek Wolfenbüttel
Nach der Pensionierung des Wolfenbütteler Bibliotheksleiters Karl Philipp Christian Schönemann erhielt Bethmann während seines Italienaufenthalts 1854 einen Ruf der herzoglichen Regierung auf diese Position. Er trat die Stelle im Oktober 1854 an und hatte sie bis zu seinem Tod inne. Er erwarb sich Verdienste um die Weiterentwicklung der Bibliothek, indem er 1856 das Pflichtexemplarrecht für Verlagsneugründungen im Herzogtum Braunschweig erreichte und 1861 den Etat für Bücherkäufe von 400 auf 800 Taler erhöhte. Für die Zugänge seit etwa 1700 führte er nach einer modernen Systematik eine neue Aufstellung ein, die heutige Mittlere Aufstellung. Weiterhin richtete er eine Fernleihe für Handschriften und Drucke ein. Während seiner Amtszeit war eine deutliche Steigerung der Ausleihzahlen zu verzeichnen.
Bethmann hielt in den letzten Jahren seines Lebens Vorlesungen über Geschichte der Baukunst am Collegium Carolinum in Braunschweig. Er war korrespondierendes Mitglied der Akademien in Berlin und Göttingen sowie des Deutschen Archäologischen Instituts in Rom.
Bethmann starb im Dezember 1867 im Alter von 55 Jahren in Wolfenbüttel.

## Schriften (Auswahl)
- Sigeberti Gemblacensis chronica cum continuationibus. In: Georg Heinrich Pertz u. a. (Hrsg.): Scriptores (in Folio) 6: Chronica et annales aevi Salici. Hannover 1844, S. 268–535 (Monumenta Germaniae Historica, Digitalisat).
- Einige Handschriften der Gräflich Schönborn’schen Bibliothek in Pommersfelde. In: Serapeum 6, 1845, S. 33–39.
- Reise durch Deutschland und Italien in den Jahren 1844–1846. In: Archiv der Gesellschaft für ältere deutsche Geschichtskunde 9, 1847, S. 513–658.
- Die Gründung Braunschweigs und der Dom Heinrichs des Löwen. In: Westermanns Jahrbuch der Illustrirten Deutschen Monatshefte 10, 1861, S. 524–559.
- Herzog August der Jüngere, der Gründer der Wolfenbüttler Bibliothek, Bindseil, Wolfenbüttel 1863 (Digitalisat).